# شتوربینو
شتوربینو (به لاتین: Shturbino) یک منطقهٔ مسکونی در روسیه است که در شهرستان کراسنوگواردیسکی، آدیغیه واقع شده‌است.